# 34770 Leyendecker
34770 Leyendecker è un asteroide della fascia principale. Scoperto nel 2001, presenta un'orbita caratterizzata da un semiasse maggiore pari a 2,9703279 au e da un'eccentricità di 0,0792964, inclinata di 1,20402° rispetto all'eclittica.